# David Ferrer
David Ferrer (n. 2 aprilie 1982, Javea) este un jucător profesionist spaniol de tenis.
1. ↑  David Ferrer, As
2. 1 2 3  Association of Tennis Professionals website[*] Verificați valoarea |titlelink= (ajutor)